# Kanaalkom (Hasselt)

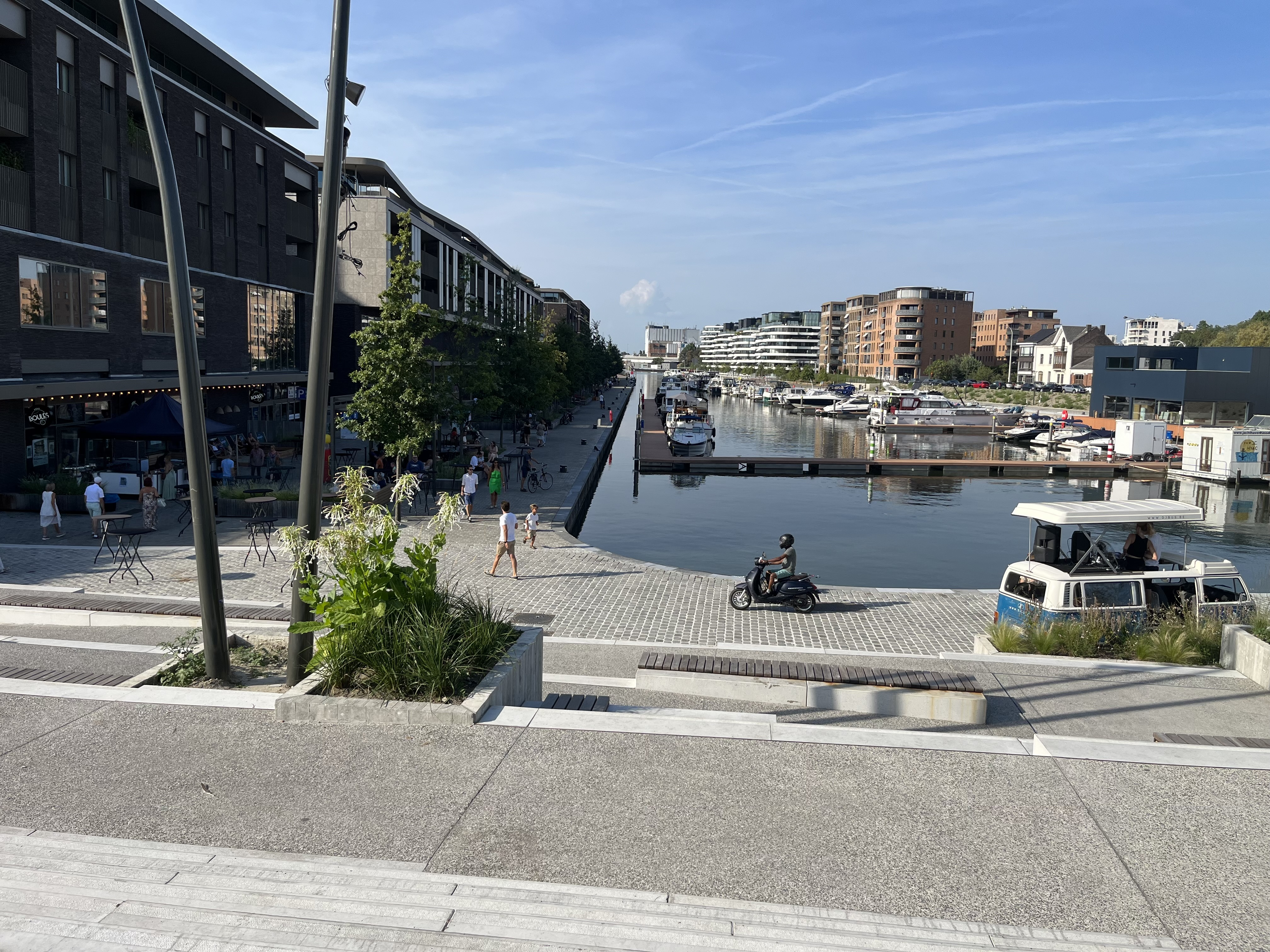
Kanaalkom in Hasselt.

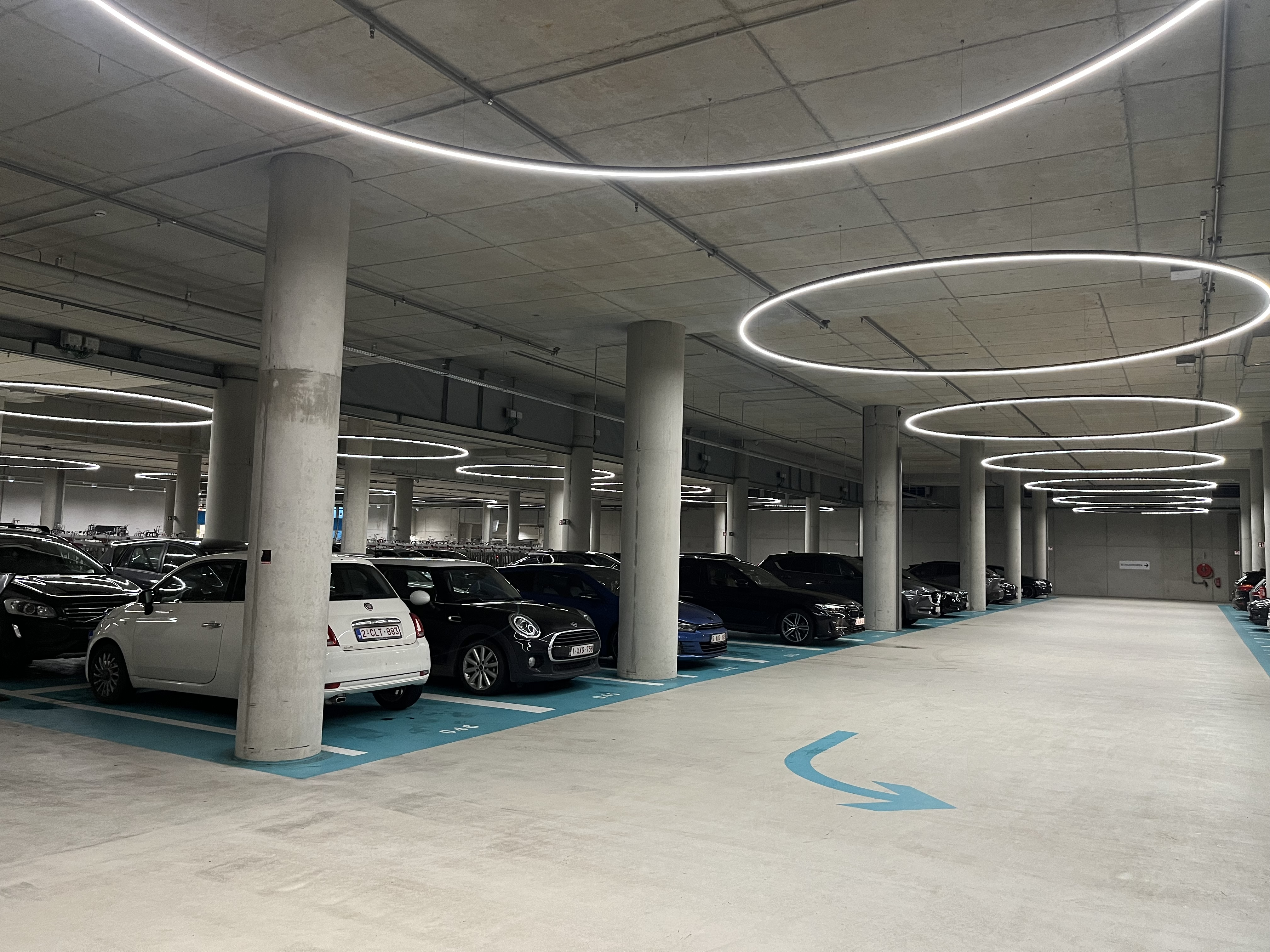
Ondergrondse parking aan de Blauwe Boulevard.

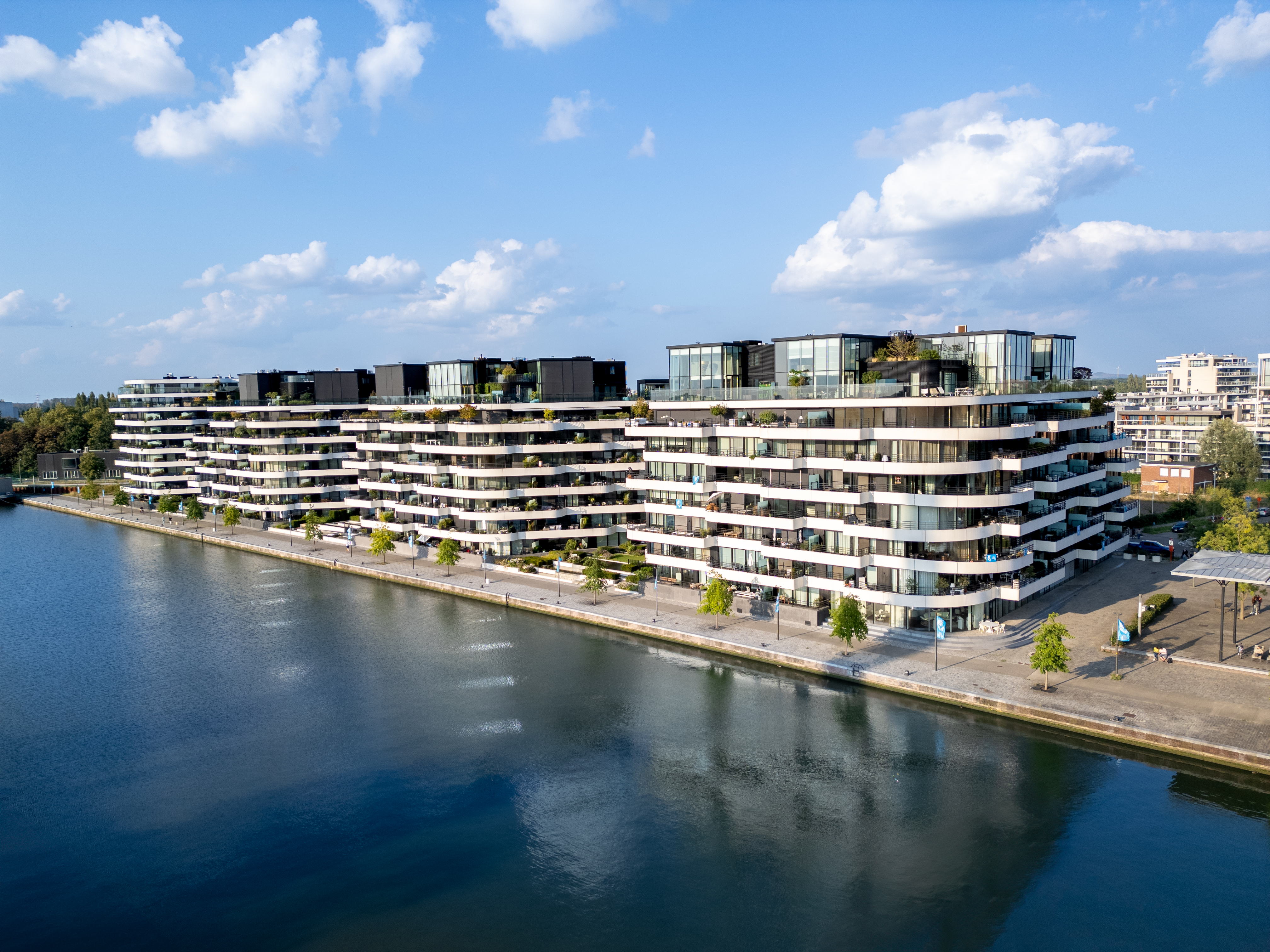
Zuidzicht appartementen.

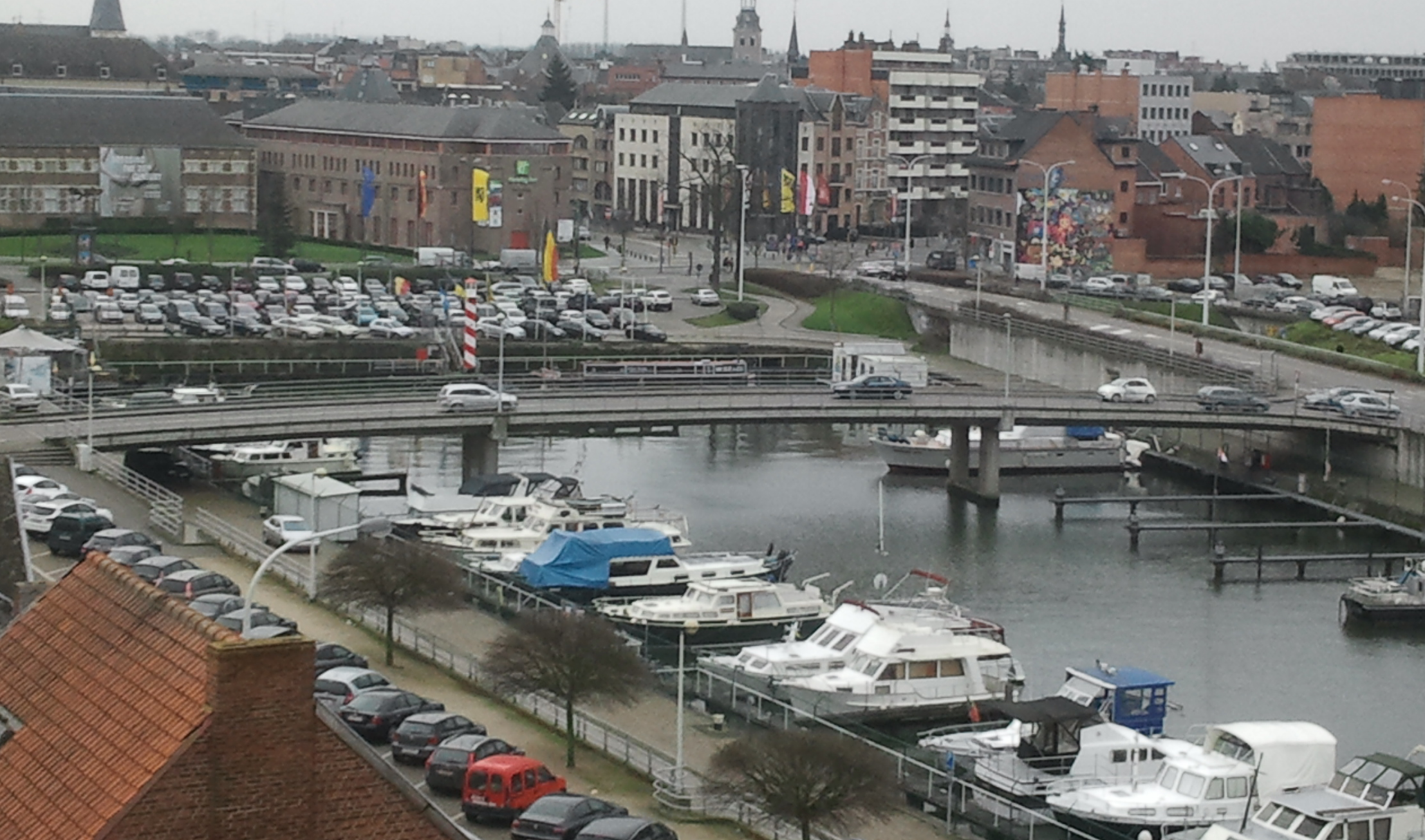
De Kanaalkom voor de herontwikkeling, toen het gebied nog vooral industrieel was.

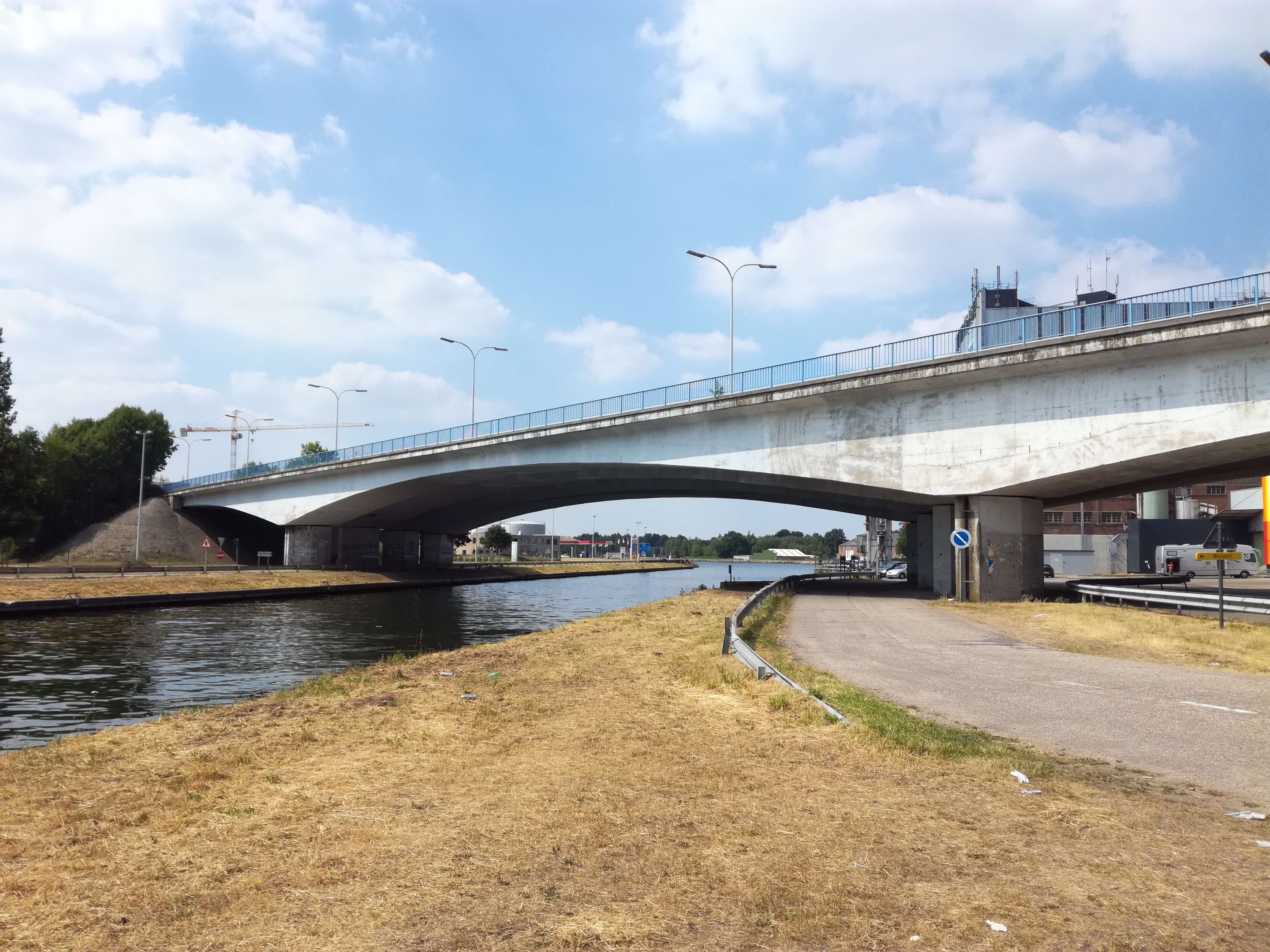
De brug van de R71 over de Kanaalkom voor de recente renovaties.

De Kanaalkom, voorheen bekend als de Kolenhaven, is een voormalige haven- en industriële zone in Hasselt, België, die zich heeft ontwikkeld tot een levendig stadsdeel met een mix van woon-, werk- en recreatiefuncties. Dit gebied, dat tegenwoordig bekend staat als de Blauwe Boulevard of Quartier Bleu, biedt een breed scala aan moderne voorzieningen en recreatiemogelijkheden langs het water.

## Geschiedenis
De Kanaalkom werd in 1854 gegraven als onderdeel van een groter project om Hasselt te verbinden met Antwerpen via het Aftakkingskanaal naar Hasselt. De primaire functie van de Kanaalkom was het ondersteunen van de opkomende steenkoolindustrie in de regio. Steenkool, destijds een essentiële energiebron, werd via het kanaal vervoerd naar de nabijgelegen gasfabriek en andere industriële faciliteiten.
Met de aanleg van het Albertkanaal tussen 1930 en 1946 werd de Kanaalkom onderdeel van een belangrijk transportnetwerk dat Antwerpen verbond met Luik. Deze nieuwe infrastructuur bevorderde de industriële activiteit in Hasselt aanzienlijk. Echter, tegen het einde van de 20e eeuw begon de industrialisatie van het gebied af te nemen. Vele fabrieken sloten hun deuren, en het gebied raakte in verval.
In de jaren 1980 werd het gebied gesaneerd en voorbereid voor herontwikkeling. In 2016 werd het project voor de herontwikkeling van de Kanaalkom officieel gelanceerd, met als doel het gebied te transformeren tot een modern stadsdeel. Een belangrijk onderdeel van de recente herontwikkeling was het verlagen van de kades om beter contact met het water te creëren. Dit project, voltooid in 2023, heeft de betonnen parkeerplaatsen vervangen door grashellingen en een amfitheater, waardoor de kop van de Kanaalkom nu een aantrekkelijke toegangspoort tot de stad vormt. Daarnaast werd het project bekend als de Blauwe Boulevard voltooid in 2024.

## Blauwe Boulevard
De Blauwe Boulevard, ook wel bekend als Quartier Bleu, is een van de meest dynamische wijken van Hasselt. De grootschalige herontwikkeling van dit gebied, voltooid tussen 2016 en 2024, heeft geresulteerd in een harmonieuze integratie van moderne architectuur, groene ruimten en hoogwaardige voorzieningen. De Blauwe Boulevard omvat 400 appartementen en woningen, gekenmerkt door luxe afwerkingen en een spectaculair uitzicht over de Kanaalkom.
Het commerciële hart van de Blauwe Boulevard wordt gevormd door het winkelgebied Quartier Bleu, waar een divers aanbod aan winkels te vinden is, variërend van modeboetieks tot speciaalzaken en supermarkten. Langs de waterkant ligt een promenade bezaaid met cafés, restaurants en bars, waar bezoekers kunnen genieten van culinaire hoogstandjes met uitzicht op de jachthaven.

### Winkels en Horeca
Het winkelgebied Quartier Bleu biedt een breed scala aan winkels en horecagelegenheden. Dit winkelcomplex huisvest diverse modeboetieks, speciaalzaken en supermarkten, en vormt daarmee een populaire bestemming voor zowel lokale bewoners als bezoekers. De horeca aan de Blauwe Boulevard varieert van informele cafés en bistro's tot high-end restaurants en bars, die een breed scala aan culinaire ervaringen bieden, van lokale gerechten tot internationale keukens.

## Stedelijke en Architectonische Ontwikkelingen
De herontwikkeling van de Kanaalkom in Hasselt, en in het bijzonder de Blauwe Boulevard, heeft geleid tot de transformatie van een voormalige industriële zone naar een bruisend stadsdeel. Verschillende ontwerpers, waaronder het bureau BUUR, hebben een belangrijke bijdrage geleverd aan het masterplan en de kwaliteitsbewaking van het project. De nieuwe kade en openbare pleinen, ontworpen door Arcadis, maken gebruik van duurzame materialen zoals kandla-natuursteen en Portugees graniet. De toevoeging van groenvoorzieningen, zoals bomen en wilde grassen, versterkt de esthetische waarde en het milieu van het gebied.

## Duurzaamheid en Milieuvriendelijke Inrichting
De herontwikkeling van de Kanaalkom is sterk gericht op duurzaamheid en milieuvriendelijkheid. Er is in totaal 1400 m² aan verharding verwijderd en vervangen door groenvoorzieningen, zoals grashellingen en beplante taluds, die een natuurlijke overgang vormen tussen de bebouwing en de waterkant. Daarnaast zijn er regenwaterputten met een capaciteit van 211,2 m³ geïnstalleerd om de bomen en planten in het gebied te irrigeren. Deze maatregelen dragen bij aan het verkleinen van de ecologische voetafdruk van het gebied en zorgen voor een aantrekkelijke en duurzame openbare ruimte.

## Fietsbrug
In 2023 presenteerde de stad Hasselt plannen voor de bouw van een nieuwe voetgangers- en fietsbrug over de Kanaalkom. Het ontwerp voor deze 62 meter lange brug werd twee jaar eerder gepresenteerd, maar in maart 2023 werd bekend dat het technisch niet mogelijk is om dit ontwerp te realiseren. De brug zou zonder tussensteunen over de Kanaalkom komen, maar vanwege technische complicaties moest het oorspronkelijke plan worden geschrapt. Hierdoor zou de aanbestedingsprocedure niet correct zijn verlopen en is er nog geen nieuwe brug gebouwd. Het ontwerp zal drastisch aangepast moeten worden voordat de brug gerealiseerd kan worden.